# اولین سپ
اولین سپ (استونیایی: Evelyn Sepp؛ زادهٔ ۱۳ ژوئیهٔ ۱۹۷۲) سیاستمدار زن و نماینده سابق مجلس اهل استونی است.